# ヒカゲチョウ
ヒカゲチョウ（日陰蝶、ナミヒカゲ、学名 Lethe sicelis）は、タテハチョウ科ジャノメチョウ亜科に分類されるチョウの一種。

## 分布
日本固有種で、離島を除く本州・四国のほぼ全域（ただし東北地方北部では山地のみ）と、九州の一部に分布する。北限は青森県十和田市周辺、南限は熊本県阿蘇市。阿蘇山周辺の分布域は飛び地状になっている。
その分布域の多くはクロヒカゲと重なるが、クロヒカゲは4島に分布し、山地を中心に分布するため低地ではあまり見られず、首都圏・近畿圏の都市部には分布しないのに対し、本種は東北地方北部および九州では分布域が限られるが、関東以西の本州および四国では低地から山地にかけて分布し、ジャノメチョウ亜科の中でも比較的よく見られる。
現在は亜種の分類はされていないが、かつては九州産は亜種 L. s. vanelial Fruhstorfer, 1909 とされていた。
なお、朝鮮半島でも記録があるがその真偽は定かでない。

## 特徴
クロヒカゲに似るが、本種は地色が淡色になる（クロヒカゲの翅の地色がより黒っぽく見える）ことに加え、後翅裏面の眼状斑紋（蛇の目紋）列に沿うように入る褐色帯が、クロヒカゲの方がより眼状斑紋列に近いところに入る点で区別できる。
また、前翅裏に蛇の目紋が2個であることでクロヒカゲモドキとの区別ができる（クロヒカゲモドキは3個）。
後翅中央の毛は性標で、オスにのみある。また雌は雄より翅形が幅広く地色はやや淡色で、前翅の斜白帯がより明瞭に入る。

## 生活史
成虫は年2化で、初夏から初秋まで見られる。
クロヒカゲより明るいところを好み、花をあまり好まず、樹液や腐った果実などに来る傾向が強い。クヌギなどの雑木林の林縁や、疎林などの高いところを比較的早く飛ぶ。
幼虫の食草はイネ科のタケ・ササ類（メダケ、ヤダケ、アズマネザサ、マダケ、ネザサ、シャコタンチク、クマザサ、ゴキダケ、オクヤマザサ、イワテザサ、ナリヒラダケなど）。越冬態は幼虫。

## 近縁種
- クロヒカゲ L. diana
- クロヒカゲモドキ L. marginalis
- シロオビヒカゲ